# Meshaal Barsham
Meshaal Issa Mohammed Barsham (arabisch مشعل عيسى برشم, DMG Mašʿal ʿĪsā Baršam; * 14. Februar 1998 in Khartum, Sudan) ist ein katarischer Fußballtorhüter.

## Karriere

### Verein
Er startete seine Karriere als Spieler bei al-Sadd und gehört dieser Mannschaft auch noch bis heute an. Sein erster bekannter Einsatz in einem Pflichtspiel war in der Saison 2016/17 bei einem 3:2-Sieg über den al-Khor SC. Er wurde danach zwar noch ein paar Mal eingesetzt, jedoch konnte er sich keinen Stammplatz sichern. Die meisten Einsätze in einer Liga-Saison bekam er in der Saison 2020/21, wo er nur in vier Partien auf der Bank saß. Anschließend führte er dies in der Folgesaison weiter fort, hiernach wurden seine Einsätze aber auch weniger. In der aktuellen Spielzeit 2022/23 steht er nicht einmal mehr im Spieltagskader bei Ligapartien. Bis heute wurde er mit seinem Team drei Mal Meister, zwei Mal Emir-of-Qatar-Cup-Sieger sowie jeweils einmal Qatari-Stars-Cup- und Qatar-Cup- sowie Qatari-Sheikh-Jassim-Cup-Sieger.
Über die Jahre konnte er mit al-Sadd auch mehrere internationale Einsätze bestreiten. Er gewann mit seinem Team hier zwar keine Titel, konnte jedoch als Teil der Gastgeber-Mannschaft an der FIFA-Klub-Weltmeisterschaft 2019 teilnehmen, wo er für den eigentlichen Torhüter Saad al-Sheeb erst kurz vor Ende der 2. Runde eingewechselt wurde, weil dieser sich verletzt hatte. Im darauffolgenden Spiel um den fünften Platz stand er über die komplette Zeit im Tor.

### Nationalmannschaft
Mit der katarischen U23 war er schon Teil der Asienmeisterschaft 2018 sowie 2020, hier erhielt er jedoch keine Einsätze, sondern saß nur auf der Bank. Seine einzigen beiden Einsätze für diese Mannschaft fanden in Freundschaftsspielen statt.
Sein erstes bekanntes Spiel in der katarischen A-Nationalmannschaft war ein Freundschaftsspiel am 13. November 2020 gegen Costa Rica. Nebst weiteren Freundschaftsspieleinsätzen kam er in der Zeit auch bei einem Spiel der Qualifikation für die Weltmeisterschaft 2022 zum Einsatz, in welcher Katar ohne Wertung mitspielte.
Sein erstes großes Turnier war dann der Gold Cup 2021, bei welchem Katar als Gastmannschaft eingeladen war. Hier fungierte er als Stammtorhüter und ebnete seiner Mannschaft somit den Pfad bis ins Viertelfinale, wo man am Ende den USA mit 0:1 unterlag. Nach weiteren Freundschaftsspielen war er auch am Ende Teil des Kaders beim FIFA-Arabien-Pokal 2021. Hier vertrat er die Mannschaft im Spiel um den dritten Platz und holte am Ende im Elfmeterschießen gegen Ägypten den Sieg.
Bei der Weltmeisterschaft 2022 im eigenen Land galt er zuerst als 2. Torhüter nach Saad al-Sheeb ersetzte diesen jedoch nach einer schwachen Leistung im Eröffnungsspiel und stand in den letzten zwei Spielen der Gruppenphase im Tor.

## Sonstiges
Sein älterer Bruder ist Mutaz Essa Barshim, welcher bei den Olympischen Spielen 2020 die geteilte Gold-Medaille im Hochsprung gewann. Ein weiterer älterer Bruder von ihm ist Muamer Aissa Barsham, welcher ebenfalls Hochspringer ist.